# Ulrich S. Leupold
Ulrich Siegfried Leupold (* 15. Januar 1909 in Berlin; † 9. Juni 1970 in Kitchener, Ontario) war ein evangelisch-lutherischer Theologe und Musikwissenschaftler.
Leupold war der Sohn des Berliner Organisten an St. Petri Anton Wilhelm Leupold und der Sängerin und Musiklehrerin Gertrud, geb. Igel. Nach dem Abitur im Jahr 1927 studierte er Theologie und Musikwissenschaft an der Berliner Universität und promovierte 1932 in Musikwissenschaft mit einer Arbeit über Die liturgischen Gesänge der evangelischen Kirche im Zeitalter der Aufklärung und der Romantik.
Sein Theologiestudium brach er im November 1933 ab, studierte aber im Untergrund an der Hochschule der Bekennenden Kirche weiter. 1935 wurde er als „Halbjude“ (seine Mutter stammte aus einer jüdischen Familie) von der Reichsmusikkammer ausgeschlossen und erhielt Berufsverbot.
1938 emigrierte er über England in die USA und ließ sich 1939 in Kitchener, Ontario nieder, wo er 1939 zum Pastor ordiniert wurde. Im Juli 1942 heiratete er Gertrude Daber (1917–2011). Ab 1945 unterrichtete er als Professor Evangelische Theologie und Kirchenmusik am lutherischen Seminar in Waterloo (Ontario) und war dort auch Kirchenmusikdirektor. 1968 wurde er Dekan und Leiter des Seminars. 1969 wurde sein Schaffen mit dem theologischen Ehrendoktor gewürdigt.
Leupold war ein Experte für lutherische Kirchenmusik und veröffentlichte zahlreiche Arbeiten zu diesem Thema. 1965 war er Vorsitzender des Komitees für Kirchenmusik der Lutheran Church in America, 1966 Präsident der Kanadischen Gesellschaft für Bibelstudien.

Sein bekanntestes Kirchlied ist die Nachdichtung des afrikanischen Osterlieds „Mfurahini, Haleluya“ unter dem Titel „Er ist erstanden, Halleluja“ (EG 116).
Leupold erkrankte 1969 an amyotropher Lateralsklerose (ALS), einer nicht heilbaren Erkrankung mit fortschreitender Degeneration des motorischen Nervensystems, die bei Leupold in kurzer Zeit zum Tode führte.